# Antoni Jiménez
Antoni "Toni" Jiménez Sistachs (La Garriga, 12 oktober 1970) is een Spaans voormalig voetballer. Hij speelde als doelman.

## Clubvoetbal
Jiménez begon zijn loopbaan in 1988 bij EC Granollers. Na korte periodes bij FC Barcelona C (1989-1990), UE Figueres (1990-1992) en Rayo Vallecano (1992-1993) kwam de doelman in 1993 bij RCD Espanyol. Bij deze club speelde Jiménez tot 1999. Vervolgens stond hij onder contract bij Atlético de Madrid (1999-2002) en Elche CF (2002-2003). In 2003 keerde Jiménez terug bij RCD Espanyol voor zijn laatste seizoen als profvoetballer.

## Clubstatistieken
| seizoen | club            | land            | competitie         | duels | goals |
| ------- | --------------- | --------------- | ------------------ | ----- | ----- |
| 1990/91 | UE Figueres     | Vlag van Spanje | Segunda División A | 1     | 0     |
| 1991/92 | UE Figueres     | Vlag van Spanje | Segunda División A | 38    | 0     |
| 1992/93 | Rayo Vallecano  | Vlag van Spanje | Segunda División A | 13    | 0     |
| 1993/94 | RCD Espanyol    | Vlag van Spanje | Segunda División A | 38    | 0     |
| 1994/95 | RCD Espanyol    | Vlag van Spanje | Primera División   | 38    | 0     |
| 1995/96 | RCD Espanyol    | Vlag van Spanje | Primera División   | 40    | 0     |
| 1996/97 | RCD Espanyol    | Vlag van Spanje | Primera División   | 34    | 0     |
| 1997/98 | RCD Espanyol    | Vlag van Spanje | Primera División   | 37    | 0     |
| 1998/99 | RCD Espanyol    | Vlag van Spanje | Primera División   | 38    | 0     |
| 1999/00 | Atlético Madrid | Vlag van Spanje | Primera División   | 7     | 0     |
| 2000/01 | Atlético Madrid | Vlag van Spanje | Primera División   | 30    | 0     |
| 2001/02 | Atlético Madrid | Vlag van Spanje | Primera División   | 6     | 0     |
| 2002/03 | Elche CF        | Vlag van Spanje | Primera División   | 18    | 0     |
| 2003/04 | RCD Espanyol    | Vlag van Spanje | Primera División   | 2     | 0     |

## Nationaal elftal
Jiménez won in 1992 met het Spaans olympisch elftal de Olympische Spelen van Barcelona. De doelman speelde later drie interlands voor het Spaans nationaal elftal. Zijn debuut maakte Jiménez op 18 november 1998 tegen Italië en daarna speelde hij nog tegen Cyprus op 8 september 1999 en Israël op 10 oktober 1999. Verder speelde Jiménez meerdere interlands voor het Catalaans elftal, waarvan de laatste in mei 2004 tegen Brazilië.

## Erelijst
| Logo van de Olympische Spelen | Goud | Zilver | Brons | Logo van de Olympische Spelen |
|                               | 1    | 0      | 0     |                               |

1 Cañizares ·
2 Ferrer ·
3 Lasa ·
4 Solozábal ·
5 Juanma ·
6 Villabona ·
7 Amavisca ·
8 Enrique ·
9 Guardiola ·
10 Abelardo ·
11 Manjarín ·
12 Paqui ·
13 Jiménez ·
14 Vidal ·
15 Soler ·
16 Miguel · 
17 Berges ·
18 Pinilla ·
19 Kiko ·
20 Alfonso ·
Coach: Miera